# Bjała (obwód Warna)
Bjała (bułg. Бяла) – miasto w obwodzie Warna, stolica gminy Bjała.
Jest położone nad Morzem Czarnym, 53 km na południe od Warny i 80 km na północny wschód od Burgas.
Bjała została założona w III wieku p.n.e., a prawa miejskie otrzymała w 1984 roku. Głównym źródłem dochodów jest turystyka i winiarstwo. Przez miasto przebiega droga I-9, będąca częścią trasy europejskiej E87.

## Demografia
W marcu 2016 roku zamieszkiwane przez 2230 osób, a w grudniu 2022 roku – przez 2053 osoby.